# Bertie Fisher
Pour les articles homonymes, voir Fisher.
Bertie Fisher, né le 21 mars 1950 et décédé le 22 janvier 2001, était un pilote automobile de rallyes britannique.

## Biographie
Il commence sa carrière en compétition en 1978.
Son meilleur résultat en WRC est une 9e place au RAC Rally, en 1984.
Il décède dans un crash d'hélicoptère en 2001, avec ses deux enfants (son épouse et sa sœur sont alors blessées).

## Palmarès

### Titres
- Quadruple Champion d'Irlande des rallyes: 1990, 1992, 1993, et 1996 (copilote Rory Kennedy, les quatre fois);

(nb: Austin McHale et Eugene Donnelly en ont remporté cinq chacun)

## 18 victoires en championnat d'Irlande (record)
- Rallye Donegal: 1987, 1992, 1993, et 1995;
- Rallye des Lacs: 1990, 1991, 1992, 1993, 1994, et 1996 (à 6 reprises - record de l'épreuve);
- Rallye d'Ulstair: 1991, 1995, et 1996;
- Rallye Cork 20: 1992;
- Rallye de l'île de Man: 1992 (comptabilisé également en BRC).
- Circuit d'Irlande: 1995, 1997, et 1999;